# 张殊贤
张殊贤（Zhang Shuxian，2000年1月2日—），四川泸州人，中国女子羽毛球运动员。

## 簡歷
张殊贤初中就读于泸州梓橦路学校，在泸州市体校跟教练夏天练习羽毛球；後來经市体校推荐进入四川羽毛球队集训，及至2016年报调为四川队正式队员，並在同年入选中国国家青年队。2017年7月，张殊贤首次代表中国参加国际大赛亞洲青年羽毛球錦標賽，打進女双比賽八强。
2018年11月，张殊贤代表中國參加在加拿大萬錦市舉行的世界青年羽毛球錦標賽，贏得混合團體賽冠軍。

## 主要比賽成績
只列出曾進入準決賽的國際賽事成績：
| 年份   | 賽事                     | 公開賽級別 | 項目     | 搭檔   | 成績   |
| ------ | ------------------------ | ---------- | -------- | ------ | ------ |
| 2017年 | 世界青年羽毛球錦標賽     | 其他       | 混合團體 | －     | 金牌   |
| 2017年 | 世界青年羽毛球錦標賽     | 其他       | 女子雙打 | 夏玉婷 | 銅牌   |
| 2018年 | 亞洲青年羽毛球錦標賽     | 其他       | 混合團體 | －     | 金牌   |
| 2018年 | 世界青年羽毛球錦標賽     | 其他       | 混合團體 | －     | 金牌   |
| 2018年 | 世界青年羽毛球錦標賽     | 其他       | 混合雙打 | 商亦辰 | 銅牌   |
| 2019年 | 中國陵水羽毛球大師賽     | 超級100賽  | 女子雙打 | 陈颖颖 | 準決賽 |
| 2019年 | 大阪羽毛球國際挑戰賽     | 國際挑戰賽 | 混合雙打 | 郭新娃 | 亞軍   |
| 2019年 | 加拿大羽毛球公開賽       | 超級100賽  | 混合雙打 | 郭新娃 | 亞軍   |
| 2019年 | 美國羽毛球公開賽         | 超級300賽  | 女子雙打 | 陈笑菲 | 準決賽 |
| 2019年 | 秋田羽毛球大師賽         | 超級100賽  | 女子雙打 | 陈笑菲 | 準決賽 |
| 2019年 | 白俄羅斯羽毛球國際賽     | 國際系列賽 | 女子雙打 | 于小含 | 冠軍   |
| 2019年 | 白俄羅斯羽毛球國際賽     | 國際系列賽 | 混合雙打 | 郭新娃 | 亞軍   |
| 2019年 | 越南羽毛球公開賽         | 超級100賽  | 女子雙打 | 黄佳   | 亞軍   |
| 2019年 | 越南羽毛球公開賽         | 超級100賽  | 混合雙打 | 郭新娃 | 冠軍   |
| 2019年 | 印尼瑪琅市長羽毛球大師賽 | 超級100賽  | 女子雙打 | 黄佳   | 準決賽 |
| 2019年 | 印尼瑪琅市長羽毛球大師賽 | 超級100賽  | 混合雙打 | 郭新娃 | 冠軍   |
| 2019年 | 薩洛盧羽毛球公開賽       | 超級100賽  | 混合雙打 | 郭新娃 | 冠軍   |
| 2022年 | 德國羽毛球公開賽         | 超級300賽  | 女子雙打 | 郑雨   | 準決賽 |
| 2022年 | 全英羽毛球公開賽         | 超級1000賽 | 女子雙打 | 郑雨   | 亞軍   |
| 2022年 | 優霸盃                   | 其他       | 女子團體 | －     | 亞軍   |
| 2022年 | 泰國羽毛球公開賽         | 超級500賽  | 女子雙打 | 郑雨   | 準決賽 |
| 2022年 | 馬來西亞羽毛球公開賽     | 超級750賽  | 女子雙打 | 郑雨   | 亞軍   |
| 2022年 | 新加坡羽毛球公開賽       | 超級500賽  | 女子雙打 | 郑雨   | 亞軍   |
| 2022年 | 新加坡羽毛球公開賽       | 超級500賽  | 混合雙打 | 郭新娃 | 準決賽 |
| 2022年 | 海洛羽毛球公開賽         | 超級300賽  | 女子雙打 | 郑雨   | 準決賽 |
| 2022年 | 澳洲羽毛球公開賽         | 超級300賽  | 女子雙打 | 鄭雨   | 冠軍   |
| 2022年 | 世界羽聯世界巡迴賽總決賽 | 總決賽     | 女子雙打 | 鄭雨   | 準決賽 |
| 2023年 | 馬來西亞羽毛球公開賽     | 超級1000賽 | 女子雙打 | 鄭雨   | 準決賽 |
| 2023年 | 印尼羽毛球大師賽         | 超級500賽  | 女子雙打 | 刘圣书 | 冠軍   |
| 2023年 | 全英羽毛球公開賽         | 超級1000賽 | 女子雙打 | 鄭雨   | 準決賽 |
| 2023年 | 蘇迪曼盃                 | 其他       | 混合團體 | －     | 冠軍   |
| 2023年 | 新加坡羽毛球公開賽       | 超級750賽  | 女子雙打 | 鄭雨   | 準決賽 |
| 2023年 | 韓國羽毛球公開賽         | 超級500賽  | 女子雙打 | 鄭雨   | 準決賽 |
| 2023年 | 世界羽毛球錦標賽         | 其他       | 女子雙打 | 鄭雨   | 季軍   |
| 2023年 | 亞洲運動會羽毛球比賽     | 其他       | 女子團体 | －     | 銀牌   |
| 2023年 | 海洛羽毛球公開賽         | 超級300賽  | 女子雙打 | 鄭雨   | 冠軍   |
| 2023年 | 日本熊本羽毛球大師賽     | 超級500賽  | 女子雙打 | 鄭雨   | 冠軍   |
| 2024年 | 馬來西亞羽毛球公開賽     | 超級1000賽 | 女子雙打 | 鄭雨   | 亞軍   |
| 2024年 | 印度羽毛球公開賽         | 超級750賽  | 女子雙打 | 鄭雨   | 亞軍   |
| 2024年 | 印尼羽毛球大師賽         | 超級500賽  | 女子雙打 | 鄭雨   | 亞軍   |
| 2024年 | 亞洲羽毛球錦標賽         | 其他       | 女子雙打 | 鄭雨   | 亞軍   |
| 2024年 | 優霸盃                   | 其他       | 女子團體 | －     | 冠軍   |
| 2024年 | 中國羽毛球公開賽         | 超級1000賽 | 女子雙打 | 李汶妹 | 亞軍   |
| 2024年 | 澳門羽球公開賽           | 超級300賽  | 女子雙打 | 李汶妹 | 冠軍   |
| 2025年 | 馬來西亞羽毛球公開賽     | 超級1000賽 | 女子雙打 | 賈一凡 | 亞軍   |
| 2025年 | 印尼羽毛球大師賽         | 超級500賽  | 女子雙打 | 賈一凡 | 準決賽 |
| 2025年 | 奧爾良羽毛球大師賽       | 超級300賽  | 女子雙打 | 賈一凡 | 準決賽 |
| 2025年 | 全英羽毛球公開賽         | 超級1000賽 | 女子雙打 | 賈一凡 | 準決賽 |
| 2025年 | 瑞士羽毛球公開賽         | 超級300賽  | 女子雙打 | 賈一凡 | 冠軍   |
| 2025年 | 亞洲羽毛球錦標賽         | 其他       | 女子雙打 | 鄭雨   | 季軍   |
| 2025年 | 蘇迪曼盃                 | 其他       | 混合團體 | －     | 冠軍   |
| 2025年 | 馬來西亞羽毛球大師賽     | 超級500賽  | 女子雙打 | 賈一凡 | 亞軍   |
| 2025年 | 新加坡羽毛球公開賽       | 超級750賽  | 女子雙打 | 賈一凡 | 準決賽 |
| 2025年 | 日本羽毛球公開賽         | 超級750賽  | 女子雙打 | 賈一凡 | 準決賽 |
| 2025年 | 中國羽毛球公開賽         | 超級1000賽 | 女子雙打 | 賈一凡 | 亞軍   |

| 2018-2026年 | 總決賽 | 超級1000賽 | 超級750賽 | 超級500賽 | 超級300賽 | 超級100賽 | 國際挑戰賽 | 國際系列賽 | 未來系列賽 | 其他 |

### 世界冠軍頭銜
张殊贤在羽毛球生涯中共奪得3項羽毛球世界冠軍頭銜。
| 賽事     | 奪冠次數 | 年份                      |
| -------- | -------- | ------------------------- |
| 蘇迪曼盃 | 2        | 2023年 2025年（混合團體） |
| 優霸盃   | 1        | 2024年（女子團體）        |
| 總計     | 3        |                           |

### 奧運會和世錦賽參賽紀錄
|          | 搭檔   | 2021 | 2022 | 2023 |
| -------- | ------ | ---- | ---- | ---- |
| 女子雙打 | 鄭雨   | －   | 8強  | 季軍 |
|          |        |      |      |      |
| 混合雙打 | 郭新娃 | 32強 | 32強 | －   |